# GNB1
Vezujući protein guaninskog nukleotida G(I)/G(S)/G(T) podjedinica beta-1 je protein koji je kod ljudi kodiran GNB1 genom.
Heterotrimerni vezujući protein guaninskog nukleotida (G proteina), koji integrišu signale između receptora i efektorskih proteina, se sastoje od alfa, beta, i gama podjedinice. Te podjedinice su kodirane familijama srodnih gena. Ovaj gen kodira beta podjedinicu, koja je regulator alfa podjedinica, kao i pojedinih receptora i efektora. Ovaj gen koristi alternativne signale poliadenilacije.

## Interakcije
formira interakcije sa GNG4.

## Literatura
- Downes GB, Gautam N (2000). „The G protein subunit gene families”. Genomics. 62 (3): 544—52. PMID 10644457. doi:10.1006/geno.1999.5992.
- Levine MA, Modi WS, O'Brien SJ (1991). „Chromosomal localization of the genes encoding two forms of the G protein beta polypeptide, beta 1 and beta 3, in man”. Genomics. 8 (2): 380—6. PMID 1979057. doi:10.1016/0888-7543(90)90296-7.
- Codina J, Stengel D, Woo SL, Birnbaumer L (1986). „Beta-subunits of the human liver Gs/Gi signal-transducing proteins and those of bovine retinal rod cell transducin are identical”. FEBS Lett. 207 (2): 187—92. PMID 3095147. doi:10.1016/0014-5793(86)81486-7.
- Buhl AM, Osawa S, Johnson GL (1995). „Mitogen-activated protein kinase activation requires two signal inputs from the human anaphylatoxin C5a receptor”. J. Biol. Chem. 270 (34): 19828—32. PMID 7649993. doi:10.1074/jbc.270.34.19828.
- Ray K, Kunsch C, Bonner LM, Robishaw JD (1995). „Isolation of cDNA clones encoding eight different human G protein gamma subunits, including three novel forms designated the gamma 4, gamma 10, and gamma 11 subunits”. J. Biol. Chem. 270 (37): 21765—71. PMID 7665596. doi:10.1074/jbc.270.37.21765.
- Kozasa T, Gilman AG (1995). „Purification of recombinant G proteins from Sf9 cells by hexahistidine tagging of associated subunits. Characterization of alpha 12 and inhibition of adenylyl cyclase by alpha z”. J. Biol. Chem. 270 (4): 1734—41. PMID 7829508. doi:10.1074/jbc.270.4.1734.
- Tsukada S, Simon MI, Witte ON, Katz A (1994). „Binding of beta gamma subunits of heterotrimeric G proteins to the PH domain of Bruton tyrosine kinase”. Proc. Natl. Acad. Sci. U.S.A. 91 (23): 11256—60. PMC 45206 . PMID 7972043. doi:10.1073/pnas.91.23.11256.
- Ueda N; Iñiguez-Lluhi JA; Lee E;  . (1994). „G protein beta gamma subunits. Simplified purification and properties of novel isoforms”. J. Biol. Chem. 269 (6): 4388—95. PMID 8308009.
- Wall MA; Coleman DE; Lee E;  . (1996). „The structure of the G protein heterotrimer Gi alpha 1 beta 1 gamma 2”. Cell. 83 (6): 1047—58. PMID 8521505. doi:10.1016/0092-8674(95)90220-1.
- Sondek J; Bohm A; Lambright DG;  . (1996). „Crystal structure of a G-protein beta gamma dimer at 2.1A resolution”. Nature. 379 (6563): 369—74. PMID 8552196. doi:10.1038/379369a0.
- Andersson B; Wentland MA; Ricafrente JY;  . (1996). „A "double adaptor" method for improved shotgun library construction”. Anal. Biochem. 236 (1): 107—13. PMID 8619474. doi:10.1006/abio.1996.0138.
- Mattingly RR, Macara IG (1996). „Phosphorylation-dependent activation of the Ras-GRF/CDC25Mm exchange factor by muscarinic receptors and G-protein beta gamma subunits”. Nature. 382 (6588): 268—72. PMID 8717044. doi:10.1038/382268a0.
- De Waard M; Liu H; Walker D;  . (1997). „Direct binding of G-protein betagamma complex to voltage-dependent calcium channels”. Nature. 385 (6615): 446—50. PMID 9009193. doi:10.1038/385446a0.
- Huang CL, Jan YN, Jan LY (1997). „Binding of the G protein betagamma subunit to multiple regions of G protein-gated inward-rectifying K+ channels”. FEBS Lett. 405 (3): 291—8. PMID 9108307. doi:10.1016/S0014-5793(97)00197-X.
- Yu W; Andersson B; Worley KC;  . (1997). „Large-scale concatenation cDNA sequencing”. Genome Res. 7 (4): 353—8. PMC 139146 . PMID 9110174. doi:10.1101/gr.7.4.353.
- Qin N; Platano D; Olcese R;  . (1997). „Direct interaction of gbetagamma with a C-terminal gbetagamma-binding domain of the Ca2+ channel alpha1 subunit is responsible for channel inhibition by G protein-coupled receptors”. Proc. Natl. Acad. Sci. U.S.A. 94 (16): 8866—71. PMC 23172 . PMID 9238069. doi:10.1073/pnas.94.16.8866.
- Nishida K, Kaziro Y, Satoh T (1999). „Association of the proto-oncogene product dbl with G protein betagamma subunits”. FEBS Lett. 459 (2): 186—90. PMID 10518015. doi:10.1016/S0014-5793(99)01244-2.
- Huang L; Shanker YG; Dubauskaite J;  . (2000). „Ggamma13 colocalizes with gustducin in taste receptor cells and mediates IP3 responses to bitter denatonium”. Nat. Neurosci. 2 (12): 1055—62. PMID 10570481. doi:10.1038/15981.
- Carman CV; Barak LS; Chen C;  . (2000). „Mutational analysis of Gbetagamma and phospholipid interaction with G protein-coupled receptor kinase 2”. J. Biol. Chem. 275 (14): 10443—52. PMID 10744734. doi:10.1074/jbc.275.14.10443.